# Gotfred Johansen
Gotfred Johansen, född 4 maj 1895 i Köpenhamn, död 2 februari 1978 i Egebæksvang, var en dansk boxare.
Johansen blev olympisk silvermedaljör i lättvikt i boxning vid sommarspelen 1920 i Antwerpen.